# Manouria impressa
Manouria impressa är en sköldpaddsart som beskrevs av  Günther 1882. Manouria impressa ingår i släktet Manouria och familjen landsköldpaddor. Internationella naturvårdsunionen kategoriserar arten globalt som sårbar. Inga underarter finns listade i Catalogue of Life.
Arten förekommer på det sydostasiatiska fastlandet i Myanmar, Laos, Thailand och Vietnam samt på Malackahalvön. Enligt Catalogue of Life finns arten även i sydöstra Kina.